# Reino de Israel (monarquía unida)
La Monarquía Unida (en hebreo: הממלכה המאוחדת) o Reino de Israel (en hebreo: ממלכת יִשְׂרָאֵל, Mamlejet Isra'el) es un reino bíblico. Según el Tanaj (Antiguo Testamento), el primer rey fue Saúl quien unificó las tribus de Israel en un solo estado. Luego fue sucedido por David, que expande el reino significativamente. Su tercer y último monarca fue Salomón, y tras su muerte el reino se divide en norte (Samaria) y sur (Judá). El otras lenguas y distintas fuentes recibe otros nombres, como el Primer Reino de Israel, el Reino Unido de Israel, el Reino de Israel y Judá, o el Gran Reino Davídico-Salomónico.
En la actualidad, varios eruditos sostienen que la Monarquía Unida se trata de una construcción literaria y no una realidad histórica, señalando la falta de evidencia arqueológica. En general, se acepta que existió una «Casa de David», pero muchos creen que David solo pudo haber sido el jefe tribal de Judá, que probablemente era pequeña, y que el reino del norte era un territorio separado. Otros, sin embargo, sostienen que la evidencia arqueológica disponible en la actualidad sí favorece la existencia de dicha Monarquía Unida.
En la arqueología, se ha encontrado de la Monarquía Unida una pieza llamada Estela de Tel Dan que la mayoría de los expertos traduce como "Casa de David" indicando una posible dinastía davídica; sin embargo, de los reyes Saúl, Salomón y toda su historia solo se tiene de una única fuente primaria, la Biblia. Los eruditos generalmente están de acuerdo en que probablemente existieron los reyes de la Monarquía Unida, pero que sus relatos contienen exageraciones anacrónicas.

## En la arqueología
Según Israel Finkelstein y Neil Silberman, autores de La Biblia desenterrada, las ideas de una monarquía unida no son una historia exacta sino más bien «expresiones creativas de un poderoso movimiento de reforma religiosa», posiblemente «basadas en ciertos núcleos históricos». Finkelstein y Silberman aceptan que David y Salomón fueron reyes de Judá alrededor del siglo X a. C., pero citan el hecho de que la primera referencia independiente al Reino de Israel data de aproximadamente 890 a. C., mientras que la del reino de Judá se remonta aproximadamente al 750 a. C. Otros eruditos también ven la monarquía unida como una creación del exilio que transformó a David y Salomón de héroes folclóricos locales a gobernantes de estatus internacional. Oded Lipschits escribió en la Jewish Study Bible que «el período premonárquico hace mucho tiempo se convirtió en una descripción literaria de las raíces mitológicas, los primeros comienzos de la nación y la forma de describir el derecho de Israel sobre su tierra. La evidencia arqueológica tampoco apoya la existencia de una monarquía unida bajo David y Salomón como se describe en la Biblia, por lo que es mejor abandonar la rúbrica de ‹monarquía unida›, aunque sigue siendo útil para discutir cómo la Biblia ve el pasado israelita». Finkelstein ha propuesto en su lugar una potencial monarquía unida bajo Jeroboam II, mientras que la bíblica se habría modelado sobre la propia en tiempos de Josías.
Por otro lado, aunque Amélie Kuhrt reconoce que «no hay inscripciones reales de la época de la monarquía unida (de hecho, muy poco material escrito en conjunto), y ni una sola referencia contemporánea a David o Salomón», concluye que «contra esto debe establecerse la evidencia de un desarrollo y crecimiento sustancial en varios sitios, lo cual está plausiblemente relacionado con el siglo X a. C.». Kenneth Kitchen llegó a una conclusión similar, argumentando que «la arqueología física de Canaán del siglo X a. C. es consistente con la existencia anterior de un estado unificado en su territorio».
Las excavaciones en Khirbet Qeiyafa, un sitio de la Edad del Hierro ubicado en Judá, encontraron un asentamiento urbanizado con radiocarbono fechado mucho antes de que estudiosos como Finkelstein sugirieran que la urbanización comenzó en Judá, lo que respalda la existencia de un reino judío. La Autoridad de Antigüedades de Israel señaló que: «Las excavaciones en Khirbat Qeiyafa revelan claramente que una sociedad urbana ya existía en Judá a fines del siglo XI a. C. Ya no se puede argumentar que el Reino de Judá se desarrolló solo a fines del siglo VIII a. C. o en alguna otra fecha posterior». Las técnicas e interpretaciones utilizadas para llegar a algunas conclusiones relacionadas con Khirbet Qeiyafa han sido criticadas por algunos estudiosos, entre ellos Finkelstein y Alexander Fantalkin.
En agosto de 2015, los arqueólogos israelíes descubrieron fortificaciones masivas en las ruinas de la antigua ciudad de Gat, supuesto lugar de nacimiento de Goliat. El tamaño de las fortificaciones muestra que Gat era una ciudad muy grande en el siglo X a. C., quizás la más grande de Canaán en ese momento. Aren Maeir, encargado de la excavación, estimó que Gat era hasta cuatro veces el tamaño de la Jerusalén contemporánea, lo que arroja dudas de que el reino de David podría haber sido tan poderoso como se describe en la Biblia.
En su libro The Forgotten Kingdom (2013) y trabajos subsiguientes, Israel Finkelstein ha sostenido que Saúl, originario del territorio de Benjamín, había ganado poder en su región natal de Gabaón alrededor del siglo X a. C., y que conquistó Jerusalén en el sur y Siquem en el norte, creando un estado peligroso para los intereses geopolíticos de Egipto. Entonces, Sheshonq I, de Egipto, invadió el territorio y destruyó este nuevo estado, e instaló a David en Jerusalén (Judá) y Jeroboam I en Siquem (Israel) como pequeños gobernantes locales que eran vasallos. Finkelstein concluye que la memoria de una monarquía unida inspirada en el territorio conquistado de Saúl sirvió primero al ideal de una gran monarquía unida gobernada por un rey del norte en los tiempos de Jeroboam II, y luego al ideal de una monarquía unida gobernada desde Jerusalén. Su teoría, sin embargo, ha sido criticada por otros eruditos y arqueólogos.
En el año 2018, el profesor Avraham Faust y el arqueólogo Yair Sapir revelaron nuevas evidencias en favor de la existencia del reino de David. Los resultados de sus estudios están publicados en la revista «Radiocarbon» de la Universidad de Cambridge, en la cual afirman haber descubierto una edificio de élite (que refieren como "la casa del gobernador") de tiempos del rey bíblico que demostraría la existencia de un amplio desarrollo arquitectónico en aquella época. Según explica el propio informe, este reino tuvo que tener «algún monarca, fuese o no su nombre David o Salomón». Además, los investigadores señalan que la residencia del gobernador pudiese ser solo la punta del iceberg de un reino mucho mayor de lo que pensamos.
En su libro The Bible's First Kings (2025), Avraham Faust y Zev Farber han argumentado que la Monarquía Unida fue un mini-imperio histórico y que la evidencia arqueológica y las tradiciones bíblicas tempranas atestiguan su surgimiento en el siglo X a. C.

## Fuentes bíblicas

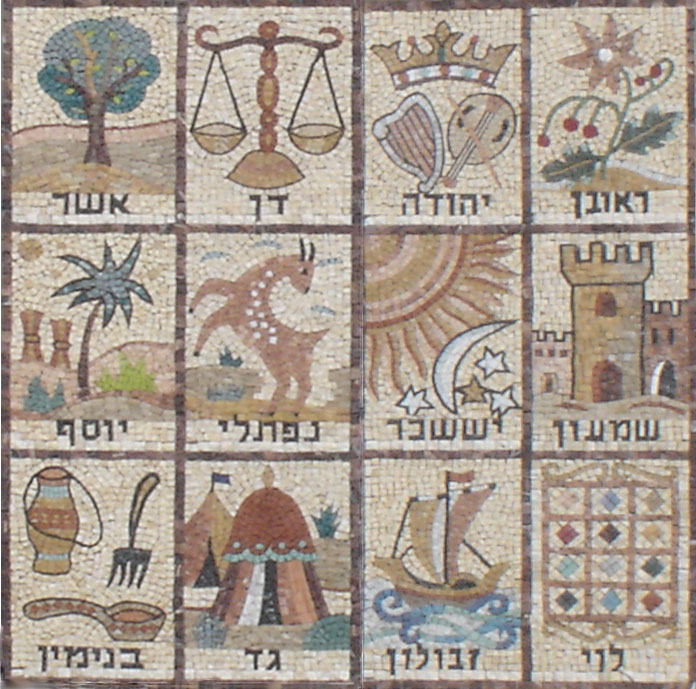
Las 12 tribus de Israel en un mosaico: Reuben, Judah, Dan, Asher Middle: Simeon, Issachar, Naphtali, Joseph Bottom: Levi, Zebulun, Gad, Benjamin